# 16186 Helenajiang
A 16186 Helenajiang (ideiglenes jelöléssel (16186) 2000 AK164) a Naprendszer kisbolygóövében található aszteroida. A LINEAR projekt keretében fedezték fel 2000. január 5-én.